# Batracomorphus ufens
Batracomorphus ufens är en insektsart som beskrevs av Knight 1983. Batracomorphus ufens ingår i släktet Batracomorphus och familjen dvärgstritar. Inga underarter finns listade i Catalogue of Life.